# Mohamed Maouche (football, 1993)
Pour les articles homonymes, voir Mohamed Maouche.
Mohamed Maouche Labib, abrégé Mohamed Maouche, né le 10 janvier 1993 à Ambilly, est un footballeur franco-algérien. Il évolue au poste de milieu de terrain.

## Carrière
Mohamed Maouche rejoint le Tours FC pour deux saisons lors de l'été 2015.
Le 8 janvier 2021, il rejoint Ross County.

## Statistiques
| Saison                | Club                  | Championnat           | Championnat | Championnat | Coupe nationale | Coupe nationale | Coupe de la Ligue | Coupe de la Ligue | Total | Total |
| Saison                | Club                  | Division              | M.          | B.          | M.              | B.              | M.                | B.                | M.    | B.    |
| 2014-2015             | FC Lausanne-Sport     | Challenge League      | 16          | 1           | 0               | 0               | -                 | -                 | 16    | 1     |
| Sous-total            | Sous-total            | Sous-total            | 16          | 1           | 0               | 0               | -                 | -                 | 16    | 1     |
| 2015-2016             | Tours FC              | Ligue 2               | 26          | 0           | 1               | 0               | 2                 | 0                 | 29    | 0     |
| 2016-2017             | Tours FC              | Ligue 2               | 31          | 3           | 0               | 0               | 1                 | 0                 | 32    | 3     |
| Sous-total            | Sous-total            | Sous-total            | 57          | 3           | 1               | 0               | 3                 | 0                 | 61    | 3     |
| Total sur la carrière | Total sur la carrière | Total sur la carrière | 73          | 4           | 1               | 0               | 3                 | 0                 | 77    | 4     |